# 李继勋 (宋朝)
李继勋（916年—977年），大名府元城（今河北大名东）人。

## 生平
后汉末年，枢密使郭威镇守邺都（大名府），李继勋往投。后周初年，任殿前司散员都指挥使。显德元年（954年）三月，李继勋参加高平之战，因功升任殿前都虞候，改虎捷右厢都指挥使，领永州（今湖南零陵，虚职，当时永州在湖南割据政权武平节度使境内）防御使，十月，又升任侍卫步军都指挥使、领昭武军（利州，今四川广元，虚职，当时利州在在后蜀境内）节度使。李继勋与赵匡胤等九人（赵匡胤、杨光义、石守信、王审琦、刘庆义、刘守忠、刘廷让、韩重赟、王政忠）结为“义社十兄弟”，李继勋最年长，而且是第一个升任殿前都虞候（殿前司副长官）和节度使的。显德三年（956年）六月，李继勋在攻打南唐寿州（今安徽凤台）时，“怠于守御”，南唐守军“出城来攻”、“破栅而入”，后周“将士死者数百人”，周世宗以李继勋武臣，“不之责也”。但是免去他的军职，改任为河阳三城（孟州，今河南孟州南）节度使，直到次年七月才免去节度使而改为右武卫大将军。显德六年（959年）世宗攻辽，李继勋任战棹左厢都部署，七月，李继勋又升为安国军（邢州）节度使。赵匡胤陈桥兵变，李继勋在邢州，没有参与兵变。
建隆元年（960年）六月，宋太祖赵匡胤平潞州李筠，李继勋为昭义军节度使，镇守潞州，负责进攻及抗击北汉。乾德五年（967年）加同平章事，为使相。开宝元年（968年）、开宝二年（969年），李继勋两次为河东行营前军都部署，率军出征北汉，开宝三年（970年），李继勋改为天雄军节度使。太平兴国二年（977年），李继勋因病回洛阳，以太子太师致仕，同年去世，终年62岁，追封陇西郡王，谥号庄武。

## 家庭
- 父亲：李□
- 母亲：□氏
- 弟弟：李继偓
- 妻子：□氏
- 长子：李守恩，儿媳：□氏
- 次子：李守元，儿媳：□氏
- 三子：李守徽，儿媳：□氏